# آتشفشان افات
آتشفشان آفات (به لاتین: Efate) یک جزیره در وانواتو است که در Shefa واقع شده‌است. آتشفشان آفات ۶۵٬۸۲۹ نفر جمعیت دارد و ۶۴۷ متر بالاتر از سطح دریا واقع شده‌است.